# Brave New World (Hawklords)
Brave New World is het zevende studioalbum van Hawklords opgericht in 2008. Het is het tweede deel van een trilogie aan albums dat handelt over geboorte, leven en dood in de zin van vrede, liefde en oorlog. Het album is opgenomen in The Earth Lab, Redsounds Studios en Bluecat Mobile unit. Op het album is ook een oude bijdrage van oud-leden Steve Swindells en Adrian Shaw te horen (Flight path) in een nieuw arrangement. Na het album ging de band op tournee, waarbij oud-Hawkwindlid Nik Turner een gastoptreden verzorgde.

## Musici
- Harvey Bainbridge – synthesizers, effecten, zang
- Dave Pearce – drumstel
- Jerry Richards – gitaar, effecten, zang
- Tom Ashurst – basgitaar, zang

## Muziek
| Nr. | Titel                                                            | Duur  |
| --- | ---------------------------------------------------------------- | ----- |
| 1.  | Devil in your head (Ashurst, Pearce, Richards, Bainbridge)       | 7:37  |
| 2.  | Stinding still (Ashurst, Pearce, Richards, Bainbridge)           | 4:14  |
| 3.  | Flight path (Richards, Adrian Shaw, Steve Swindells, Bainbridge) | 4:59  |
| 4.  | Listening for life (Ashurst, Pearce, Richards, Bainbridge)       | 5:21  |
| 5.  | Brave new world (Ashurst, Pearce, Richards, Bainbridge)          | 10:06 |
| 6.  | End of the line (Ashurst, Pearce, Richards, Bainbridge)          | 6:17  |
| 7.  | A walk in Albion (Ashurst, Pearce, Richards, Bainbridge)         | 7:33  |